# Équipe cycliste Novo Nordisk Development
L'équipe cycliste Novo Nordisk Development est une équipe cycliste étasunienne, ayant le statut d'équipe continentale depuis 2021.

## Classements UCI
L'équipe participe aux épreuves des circuits continentaux et principalement les courses du calendrier de l'UCI America Tour. Le tableau ci-dessous présente les classements de l'équipe sur le circuit, ainsi que son meilleur coureur au classement individuel. 
UCI America Tour
| UCI America Tour | UCI America Tour       | UCI America Tour                          | UCI America Tour |
| Année            | Classement par équipes | Meilleur coureur au classement individuel |                  |
| ---------------- | ---------------------- | ----------------------------------------- | ---------------- |
| 2024             | 23e                    | -                                         |                  |
|                  |                        |                                           |                  |
| Source : UCI     |                        |                                           |                  |

UCI Europe Tour
| UCI Europe Tour | UCI Europe Tour        | UCI Europe Tour                           | UCI Europe Tour |
| Année           | Classement par équipes | Meilleur coureur au classement individuel |                 |
| --------------- | ---------------------- | ----------------------------------------- | --------------- |
| 2024            | -                      | Célestin Wattelle (1069e)                 |                 |
|                 |                        |                                           |                 |
| Source : UCI    |                        |                                           |                 |

L'équipe est également classée au Classement mondial UCI qui prend en compte toutes les épreuves UCI et concerne toutes les équipes UCI.
| Classement mondial | Classement mondial     | Classement mondial                        | Classement mondial |
| Année              | Classement par équipes | Meilleur coureur au classement individuel |                    |
| ------------------ | ---------------------- | ----------------------------------------- | ------------------ |
| 2024               | 196e                   | Célestin Wattelle (1685e)                 |                    |
|                    |                        |                                           |                    |
| Source : UCI       |                        |                                           |                    |

## Team Novo Nordisk Development en 2022
| Cycliste          | Date de naissance | Nationalité | Équipe 2021                   |  |
| ----------------- | ----------------- | ----------- | ----------------------------- |  |
| Ben Barnett       | 12 septembre 2002 | Royaume-Uni |                               |  |
| Sacha Bietry      | 18 mai 2000       | France      | Team Novo Nordisk Development |  |
| Jacopo Colladon   | 31 mars 2003      | Italie      |                               |  |
| Nigel De Sota     | 2 septembre 1995  | États-Unis  | Team Novo Nordisk Development |  |
| Louis Evans       | 24 février 2001   | Royaume-Uni | Team Novo Nordisk Development |  |
| Kobe Godts        | 2 novembre 2002   | Belgique    |                               |  |
| Justin Mcquerry   | 19 novembre 1995  | États-Unis  | Team Skyline                  |  |
| Doriand Percrule  | 21 mai 1999       | France      | Team Novo Nordisk Development |  |
| Nathan Smith      | 27 août 2000      | Royaume-Uni | Team Novo Nordisk Development |  |
| Célestin Wattelle | 15 mai 2003       | France      |                               |  |